# Castilla-La Mancha Televisión 2
Castilla-La Mancha TV 2, o anomenat simplement CMT2, va ser un canal de l'ens públic Radiotelevisió de Castella-La Manxa. Va començar a emetre el 9 de febrer del 2009 i la seva senyal es difonia únicament per TDT.
La seva programació va estar pensada per a completar l'oferta televisiva del seu canal germà, CMT, i emetia principalment programació infantil, juvenil i esportiva, a més d'oferir la repetició d'alguns programes de CMT. Destacava l'emissió, els caps de setmana, de la lliga ACB i partits de la lliga de 2a B de futbol, així com de la Superlliga femenina de Voleibol.
El 2 de desembre de 2011, el govern de Castella-La Manxa, presidit per María Dolores de Cospedal, va decidir tancar les emissions de CMT2 per a poder estalviar d'aquesta manera 1.300.000 Euros.